# Khaled Hosseini
Khaled Hosseini, perski: خالد حسینی [xɒled hosejni] (ur. 4 marca 1965 w Kabulu, Afganistan) – amerykański powieściopisarz i lekarz pochodzenia afgańskiego.
Zadebiutował w 2003 roku powieścią Chłopiec z latawcem, która stała się bestsellerem (w 2007 r. powieść została zekranizowana). W maju 2007 roku ukazała się jego druga powieść Tysiąc wspaniałych słońc. Natomiast w 2013 opublikował kolejną powieść zatytułowaną I góry odpowiedziały echem.
Jego ojciec był zatrudniony w afgańskim Ministerstwie Spraw Zagranicznych, a matka była nauczycielką w żeńskiej szkole w Kabulu.
W 1970 roku Hosseini wraz z rodziną przeniósł się do Teheranu w Iranie, gdzie jego ojciec pracował w Ambasadzie Afganistanu. W 1976 roku, po wcześniejszym powrocie do Kabulu, wraz z rodziną przeprowadził się do Paryża, a 4 lata później do USA.